# Caravelle (Eisenbahn)

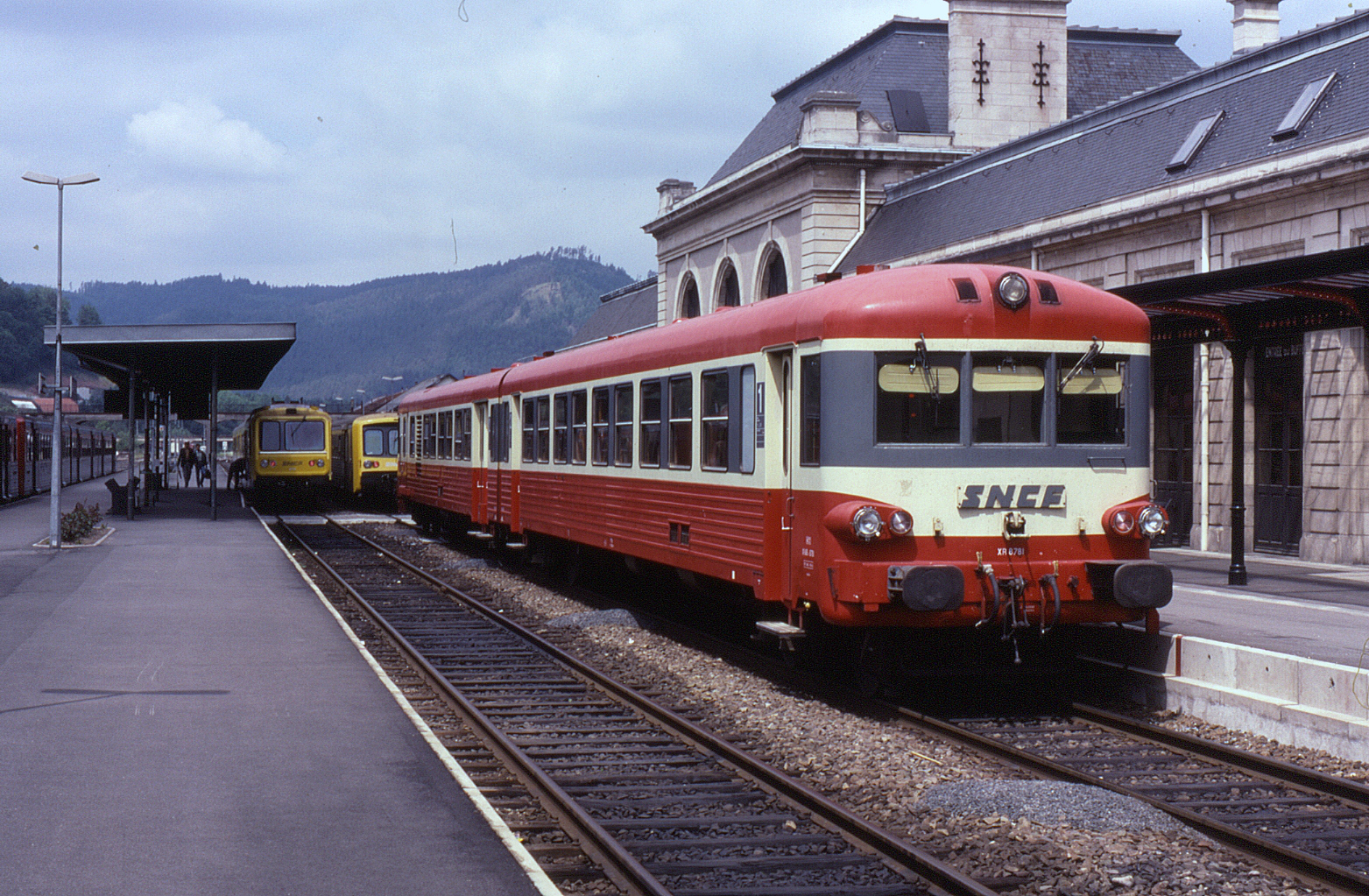
Ein X 4750 im Bahnhof Saint-Dié, dahinter links eine modernisierte Caravelle mit veränderter Front, 1991

Als Caravelle wird eine Bauart von zwei- bzw. dreiteiligen Dieseltriebzügen der französischen Staatsbahn SNCF bezeichnet. Der Name beruht auf deren – an die Flugzeuge des Typs Caravelle erinnernden – Motorengeräusch.
Zu den Caravelles zählen die Baureihen X 4300, X 4500, X 4630, X 4750 und X 4900. Mit ihnen verwandt sind die Dieseltriebköpfe der vierteiligen Turbotrains ETG, die technisch den Triebwagen des Typs X 4500 entsprechen.
Im Februar 1963 wurden mit den X 4500 die ersten Caravelles ausgeliefert. Letztgebaute Fahrzeuge waren die X 4790 bis X 4797 aus dem Jahr 1981. Ab Mitte der 1980er Jahre wurden zahlreiche Caravelles umgebaut und erhielten u. a. eine veränderte Frontgestaltung.
2016 wurden mit den Dreiteilern der Baureihe X 4900 die letzten Caravelles der SNCF abgestellt. Zahlreiche Caravelles wurden nach Rumänien verkauft, wo sie bei den Bahngesellschaften Regiotrans und Via Terra laufen. Weitere Exemplare werden bei mehreren französischen Museumsbahnen im touristischen Verkehr eingesetzt.